# Heinrich LXI. Reuß zu Köstritz

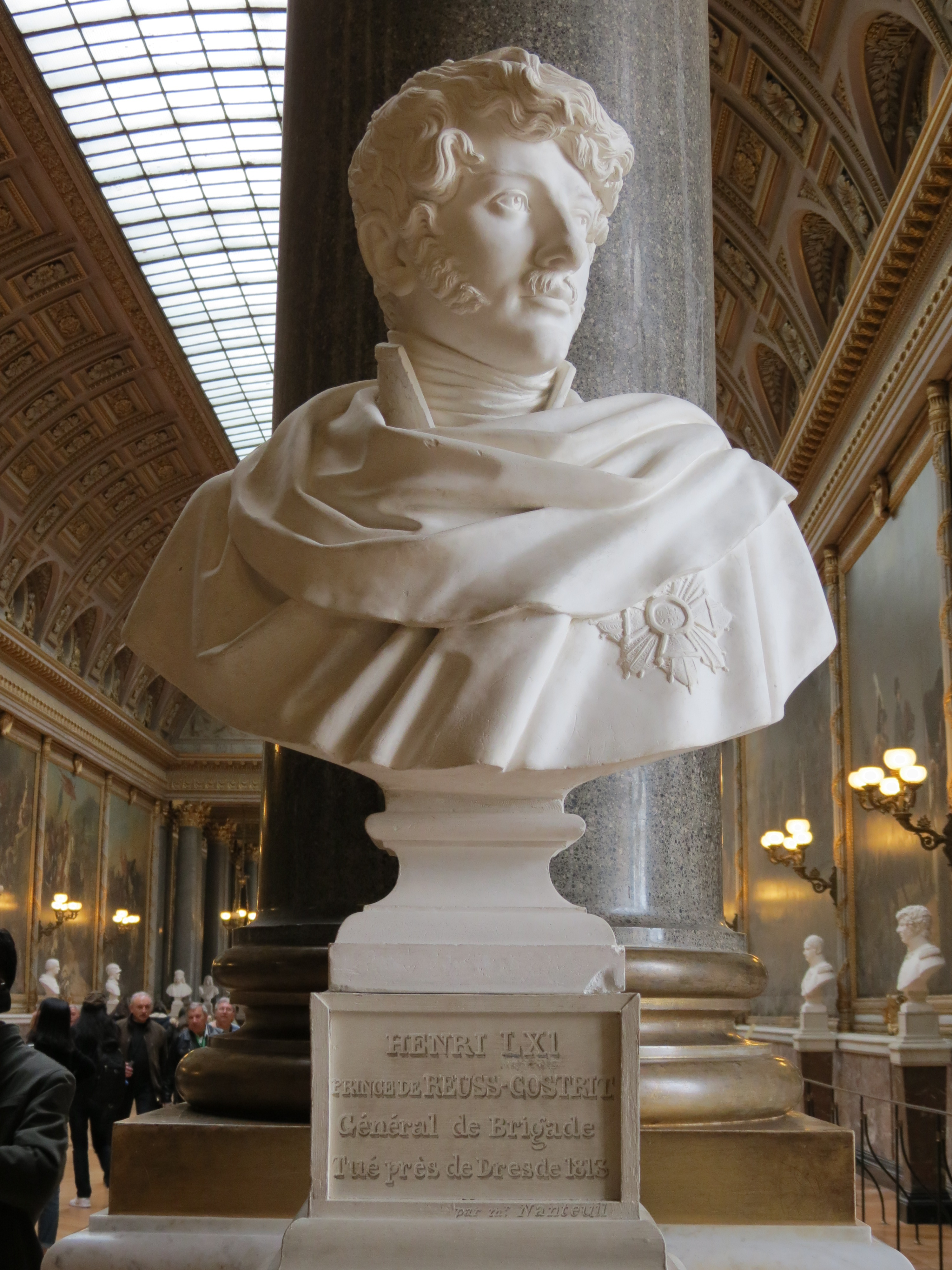
Büste Heinrichs LXI. von Charles-François Lebœuf in der Schlachtengalerie des Schlosses Versailles

Heinrich LXI. Reuß (* 8. Dezember 1784 in Köstritz; † 29. August 1813 bei Kulm) war Graf und Erbprinz Reuß zu Köstritz.

## Leben
Heinrich LXI. war Sohn und Erbe des Fürsten Heinrich XLIII. Reuß zu Köstritz (älterer Zweig) und dessen Gemahlin Gräfin Luise Reuß zu Ebersdorf.
Heinrich stand zunächst als Rittmeister in österreichischen Diensten. Den Forderungen des Rheinbundes gemäß, dem sein Vater 1807 beigetreten war, hatte Köstritz ein Kontingent von 450 Mann in den Dienst Napoleons zu stellen, das Heinrich LXI. befehligte. Heinrich kämpfte verlustreich in Spanien, Österreich, Holland und Russland. Er wurde von Napoleon zum Generalmajor befördert und kommandierte die „Infanteriebrigade Reuß“.
Beim Versuch, das Zusammentreffen preußischer und russischer Truppen kurz vor der Völkerschlacht zu verhindern, fiel Heinrich im August 1813 in der Schlacht bei Kulm. Er starb unverheiratet ein Jahr vor seinem Vater, deshalb wurde sein jüngerer Bruder Heinrich LXIV., dem er sehr nahestand, Fürst Reuß zu Köstritz.